# Биг Тейсти
„Биг Тейсти“ (на английски: Big Tasty) е вид хамбургер, вариант на Big N' Tasty, предлаган от верига ресторанти „Макдоналдс“ извън Съединените щати. Създаден е, за да се конкурира с бургер, наречен Whopper, на друга верига ресторанти — „Burger King“.

## Описание
Big N' Tasty се състои от сусамено хлебче, говеждо кюфте, листо от маруля, кръгче домат, кисели краставички, лук, кетчуп и майонеза, докато Big Tasty е без кисели краставички и съдържа още: сирене Ементал, две кръгчета домат, както и специален сос. Big Tasty Bacon съдържа лентички бекон и също не се предлага в САЩ.
Със своите 890 килокалории и 55 грама мазнини, това е един от най-калоричните бургери, които „Макдоналдс“ предлага.